# Robert Bauval
Robert Bauval (Alessandria d'Egitto, 5 marzo 1948) è un saggista britannico.

## Biografia

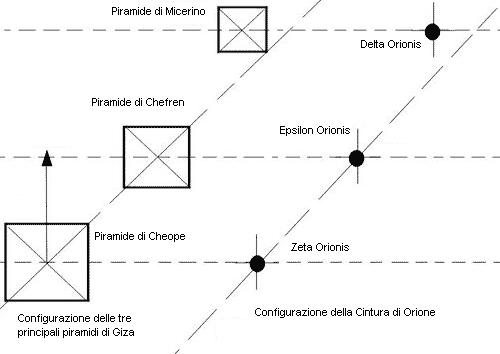
Cintura di Orione e piramidi di Giza, secondo la celebre teoria pseudoarchelogica.

Nato da genitori di origine belga, Bauval ha frequentato la British Boys' School di Alessandria d'Egitto e successivamente un collegio francescano nel Buckinghamshire in Inghilterra. Si è iscritto a corsi di ingegneria delle costruzioni presso la London South Bank University, conseguendo il diploma di laurea. Fu costretto a lasciare l'Egitto durante la presidenza di Nasser. Sovente ha lavorato come ingegnere in Medio Oriente ed in Africa.
Appassionato di egittologia e buon conoscitore del periodo denominato Antico Regno, deve la sua notorietà ad un libro, Il mistero di Orione (The Orion Mystery), edito nel 1994 e scritto con Adrian Gilbert. Questo best seller cerca di dimostrare che le tre principali piramidi della piana di Giza siano accuratamente allineate con le stelle che formano la "cintura" della costellazione di Orione (cintura di Orione). La realizzazione dei tre enormi monumenti sepolcrali rientrerebbe in un grande ed articolato progetto fatto realizzare dai faraoni nel corso del tempo. Nel libro in questione, i due autori, studiando in particolare la Piramide di Cheope, avanzano anche l'ipotesi che gli antichi egizi conoscessero bene il fenomeno astronomico chiamato precessione degli equinozi.

## Opere
- Il mistero di Orione (The Orion Mystery, 1994) - scritto con Adrian Gilbert
- Custode della genesi (Keeper of the Genesis, 1996) - scritto con Graham Hancock
- L'enigma di Marte (The Mars Mystery, 1998) - scritto con Graham Hancock e John Grigsby
- La camera segreta (Secret Chamber, 1999)
- Talismano. Le città sacre e la fede segreta (Talisman: Sacred Cities, Secret Faith, 2004) - scritto con Graham Hancock
- Il codice egizio - (The Egypt Code 2006)
- L'Eresia Vaticana - Lorenzo Bernini e la costruzione del Tempio ermetico del sole a Roma (The Vatican Heresy, 2014) - scritto con Sandro Zicari e Chiara Dainelli (2014)